# Accidente (serie de televisión)
Accidente es una serie de televisión mexicana de género dramático y suspenso dirigida por Klych López y Gracia Querejeta y escrita por Leonardo Padrón. Producida por Mar Abierto Producciones, y protagonizada por Ana Claudia Talancón, Sebastián Martínez, Eréndira Ibarra, Alberto Guerra y Erick Elías. La serie se estrenó en Netflix el 21 de agosto de 2024.

## Argumento
La trama se centra en las consecuencias de la muerte de tres niños cuando un castillo inflable, lleno de niños, sale volando.

## Reparto
- Ana Claudia Talancón[5] como Daniela Robles
- Sebastián Martínez[5] como Emiliano Lobo
- Alberto Guerra[5] como Agustín Mejía "El Charro"
- Eréndira Ibarra[5] como Guadalupe Barranco "Lupita"
- Shaní Lozano[5] como Yolanda Cuenca
- Silverio Palacios[5] como Ramón Gómez "Moncho"
- Erick Elías[5] como Fabián Vallejo
- Pau Menna[5] como Paula Vallejo
- Erik Hayser[5] como David Matamoros
- Regina Blandón [5] como Carla Robles
- Rubén Zamora [5] como Javier Serrano
- Valentina Acosta[5] como Brenda Malpica
- Giuseppe Gamba[5] como Mauricio Campos
- Macarena García Romero[5] como Lucía Lobo Robles
- Sebastián Dante[5] como Alejandro Mejía "Alex"
- Mauricio Isaac[5] como Jefe Santos
- Horacio Garcia Rojas[5] como Fonseca
- Luis Ernesto Franco[5] como Ulises Quijada
- Cayetano Arámburo[5] como Peyote

## Producción
La serie fue anunciada en Netflix. La fotografía principal de la serie comenzó en septiembre de 2023. El tráiler de la serie se lanzó el 24 de julio de 2024.

## Recepción
En el sitio web agregador de reseñas Rotten Tomatoes, el 33% de las reseñas de 6 críticos son positivas, con una calificación media de 4,4/10. Juan Pablo Russo de EscribiendoCine calificó la serie con 4 estrellas sobre 10. Joel Keller de Decider reseñó la serie.
La serie tuvo un fuerte desempeño en su primera semana en Netflix, acumulando 10,4 millones de CVEs en sus primeros cinco días. Este es el segundo mejor lanzamiento para una nueva serie de América Latina en la plataforma.